# Empty Net Goal

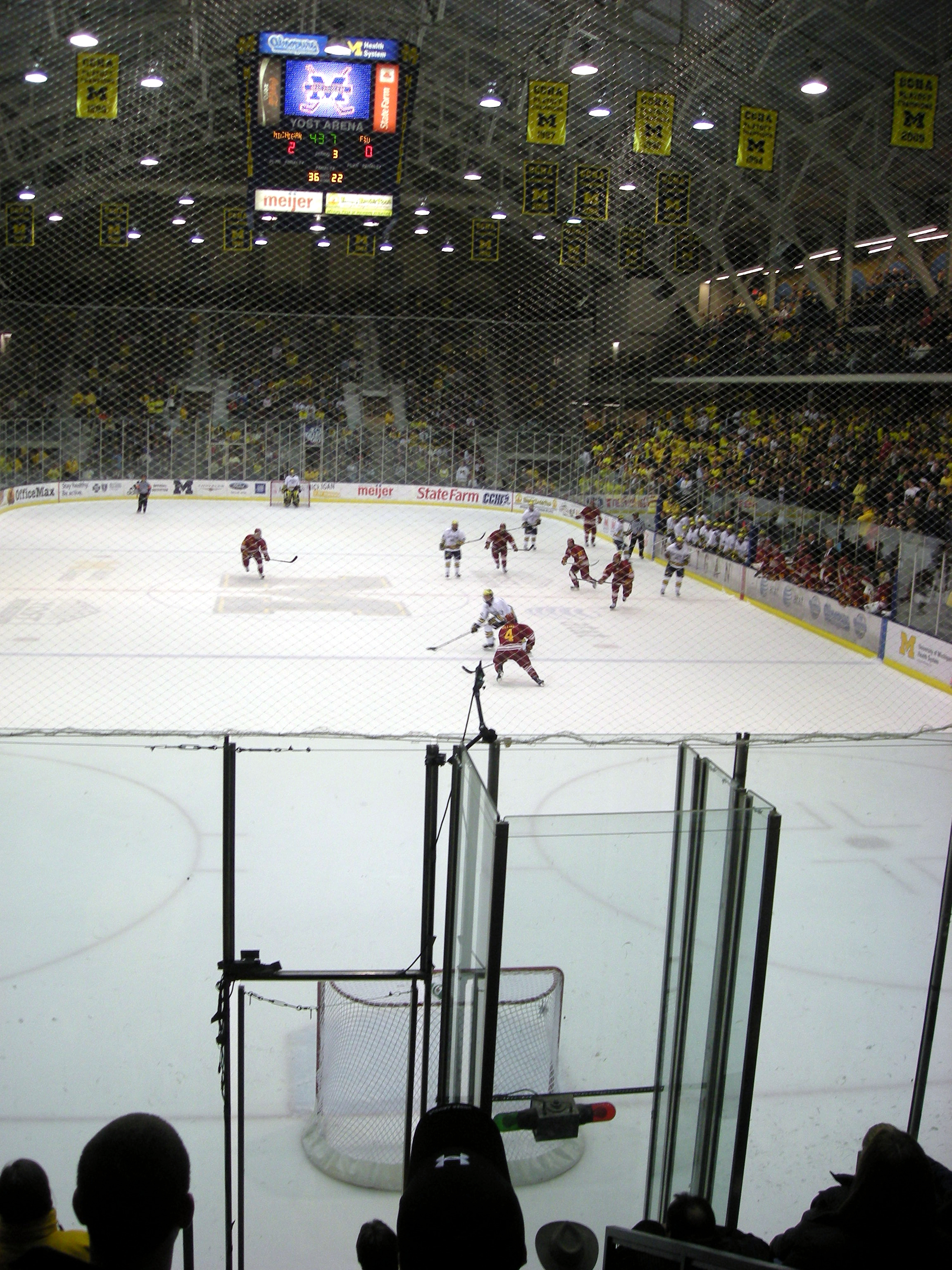
Michigan versucht ein „empty net goal“

Empty Net Goal ist ein bestimmter Tortreffer beim Eishockey und verwandten Spielen wie Inline-Skaterhockey, Inlinehockey oder Floorball.
Ein Team kann in geeigneten Situationen den Torwart vom Feld nehmen, um mit einem zusätzlichen Feldspieler ein Powerplay herbeizuführen, das stärkeren Druck auf den Gegner ausübt. Meistens wird diese Taktik bei knappen Rückständen kurz vor Ende des Spiels angewendet, wenn die Chance auf einen Ausgleich wichtiger ist als das Risiko eines weiteren gegnerischen Treffers. Gelingt es dem gegnerischen Team in dieser Situation jedoch, das leere Tor zu treffen, spricht man von einem Empty Net Goal.